# Ayriclytus
Ayriclytus is een kevergeslacht uit de familie van de boktorren (Cerambycidae). De wetenschappelijke naam van het geslacht werd voor het eerst geldig gepubliceerd in 2011 door Martins & Galileo.

## Soorten
Ayriclytus omvat de volgende soorten:
- Ayriclytus bolivianus Martins & Galileo, 2011
- Ayriclytus gracilis (Zajciw, 1958)
- Ayriclytus macilentus (Bates, 1872)
- Ayriclytus simoni (Lameere, 1893)